# Hýľov
Hýľov es un municipio del distrito de Košice-okolie en la región de Košice, Eslovaquia, con una población estimada a final del año 2024 de 558 habitantes.
Se encuentra ubicado en el centro de la región, en la cuenca hidrográfica del río Sajó (afluente derecho del Tisza) y cerca de la frontera con la región de Prešov y con Hungría.

## Demografía
| Año        | 1994 | 2004    | 2014     | 2024     |
| ---------- | ---- | ------- | -------- | -------- |
| Población  | 417  | 434     | 503      | 558      |
| Diferencia |      | +4,07 % | +15,89 % | +10,93 % |

| Año        | 2023 | 2024    |
| ---------- | ---- | ------- |
| Población  | 556  | 558     |
| Diferencia |      | +0,35 % |